# Тудорівська сільська рада
Ту́дорівська сільська́ ра́да — колишня адміністративно-територіальна одиниця та орган місцевого самоврядування в Гусятинському районі Тернопільської області. Адміністративний центр — с. Тудорів.

## Загальні відомості
- Територія ради: 21,087 км²
- Населення ради: 543 особи (станом на 2001 рік)
- Територією ради протікає річка Серет

## Історія
Тернопільська обласна рада рішенням від 30 січня 2003 року у Гусятинському районі у зв'язку з відновленням колишнього найменування селу Федорівка — Тудорів перейменувала Федорівську сільраду на Тудорівську.
До 19 липня 2020 р. належала до Гусятинського району.
З 30 липня 2018 р. у складі Копичинецької міської громади.

## Населені пункти
Сільській раді підпорядковані населені пункти:
- с. Тудорів

## Склад ради
Рада складається з 16 депутатів та голови.
- Голова ради: Паскевич Дмитро Степанович

### Депутати
За результатами місцевих виборів 2010 року депутатами ради стали:

#### За суб'єктами висування
| Суб'єкт висування | Кількість обраних депутатів | %    |
| ----------------- | --------------------------- | ---- |
| Самовисування     | 15                          | 93,8 |
| Народна партія    | 1                           | 6,3  |

#### За округами
| № округу       | Прізвище, ім'я, по батькові     | Дата визнання обраним | Освіта             | Партійна приналежність | Відомості про обраного депутата             |
| -------------- | ------------------------------- | --------------------- | ------------------ | ---------------------- | ------------------------------------------- |
| Народна Партія |                                 |                       |                    |                        |                                             |
| 6              | Якубів Роман Іванович           | 04.11.2010            | середня спеціальна | член Народної партії   | Чортківський лісгосп, майстер лісу          |
| Самовисування  |                                 |                       |                    |                        |                                             |
| 1              | Паскевич Степан Зіновійович     | 04.11.2010            | середня            | позапартійний          | тимчасово не працює                         |
| 2              | Калитюк Василь Дмитрович        | 04.11.2010            | середня            | позапартійний          | тимчасово не працює                         |
| 3              | Міщанчук Петро Іванович         | 04.11.2010            | середня            | позапартійний          | тимчасово не працює                         |
| 4              | Паскевич Ірина Михайлівна       | 04.11.2010            | середня спеціальна | позапартійна           | Сільська рада, бухгалтер                    |
| 5              | Паскевич Михайло Романович      | 04.11.2010            | середня спеціальна | позапартійний          | тимчасово не працює                         |
| 7              | Каськів Роман Степанович        | 04.11.2010            | середня            | позапартійний          | тимчасово не працює                         |
| 8              | Миц Михайло Іванович            | 04.11.2010            | середня спеціальна | позапартійний          | тимчасово не працює                         |
| 9              | Золочівський Богдан Іванович    | 04.11.2010            | середня            | позапартійний          | Яблунівський Туб санаторій, зварювальник    |
| 10             | Йосипів Марія Романівна         | 04.11.2010            | середня спеціальна | позапартійна           | фельдшерсько-акушерський пункт, завідувачка |
| 11             | Злочовська Оксана Романівна     | 04.11.2010            | середня            | позапартійна           | Сільська рада, секретар                     |
| 12             | Пиріжок Іван Іванович           | 04.11.2010            | середня спеціальна | позапартійний          | тимчасово не працює                         |
| 13             | Міщанчук Григорій Володимирович | 04.11.2010            | середня спеціальна | позапартійний          | студент                                     |
| 14             | Каськів Тарас Михайлович        | 04.11.2010            | середня спеціальна | позапартійний          | студент                                     |
| 15             | Міщанчук Михайло Іванович       | 04.11.2010            | середня            | позапартійний          | Скородинський цегельний завод, різноробочий |
| 16             | Злочовська Оксана Іванівна      | 04.11.2010            | середня            | позапартійна           | Сільська рада, землевпорядник               |